# Mannerheimovo sdružení pro péči o děti
Mannerheimovo sdružení pro péči o děti (finsky: Mannerheimin Lastensuojeluliitto, anglicky: The Mannerheim League for Child Welfare) je finská nezisková organizace založená v roce 1920 maršálem Mannerheimem a jeho sestrou Sophií. Jejím původním hlavním účelem byla péče o válečné sirotky. V současné době je největší organizací zabývající se péčí o děti ve Finsku – má asi 95 000 členů a 564 místních organizací a spolků a poskytuje velmi širokou paletu služeb. Ústřední správa organizace sídlí v Helsinkách.